# Paramiflos
Paramiflos là một chi thực vật có hoa trong họ Cúc (Asteraceae).

## Loài
Chi Paramiflos gồm các loài: